# Instytut Fizyki Molekularnej Polskiej Akademii Nauk
Instytut Fizyki Molekularnej PAN (IFM PAN) – instytut naukowy Polskiej Akademii Nauk, z siedzibą w Poznaniu na Junikowie przy ulicy Mariana Smoluchowskiego, istniejący od 1975 r.
Instytut prowadzi badania nad własnościami fizycznymi i chemicznymi materiałów magnetycznych, dielektrycznych i nadprzewodzących. Prace te wykonywane są eksperymentalnie (z wykorzystaniem aparatury pomiarowej) i teoretycznie (korzystając z nowoczesnego sprzętu komputerowego). Badania te umożliwiają wytworzenie materiałów o żądanych własnościach fizycznych, a w efekcie do konstrukcji nowego typu urządzeń technicznych.

## Kierunki działalności naukowej
- teoria materiałów magnetycznych (magnetyków)
- doświadczalna fizyka materiałów magnetycznych (magnetyków)
- fizyka ferroelektryków
- fizyka ciekłych kryształów
- krystaliczne przewodniki molekularne
- oddziaływania molekularne w cieczach
- układy mezoskopowe
- nadprzewodnictwo i fizyka niskich temperatur
- elektronowy rezonans paramagnetyczny
- jądrowy rezonans magnetyczny
- jądrowy rezonans kwadrupolowy
- molekularna spektroskopia mikrofalowa
- symulacje komputerowe